# Morgensterkerk (Heemskerk)

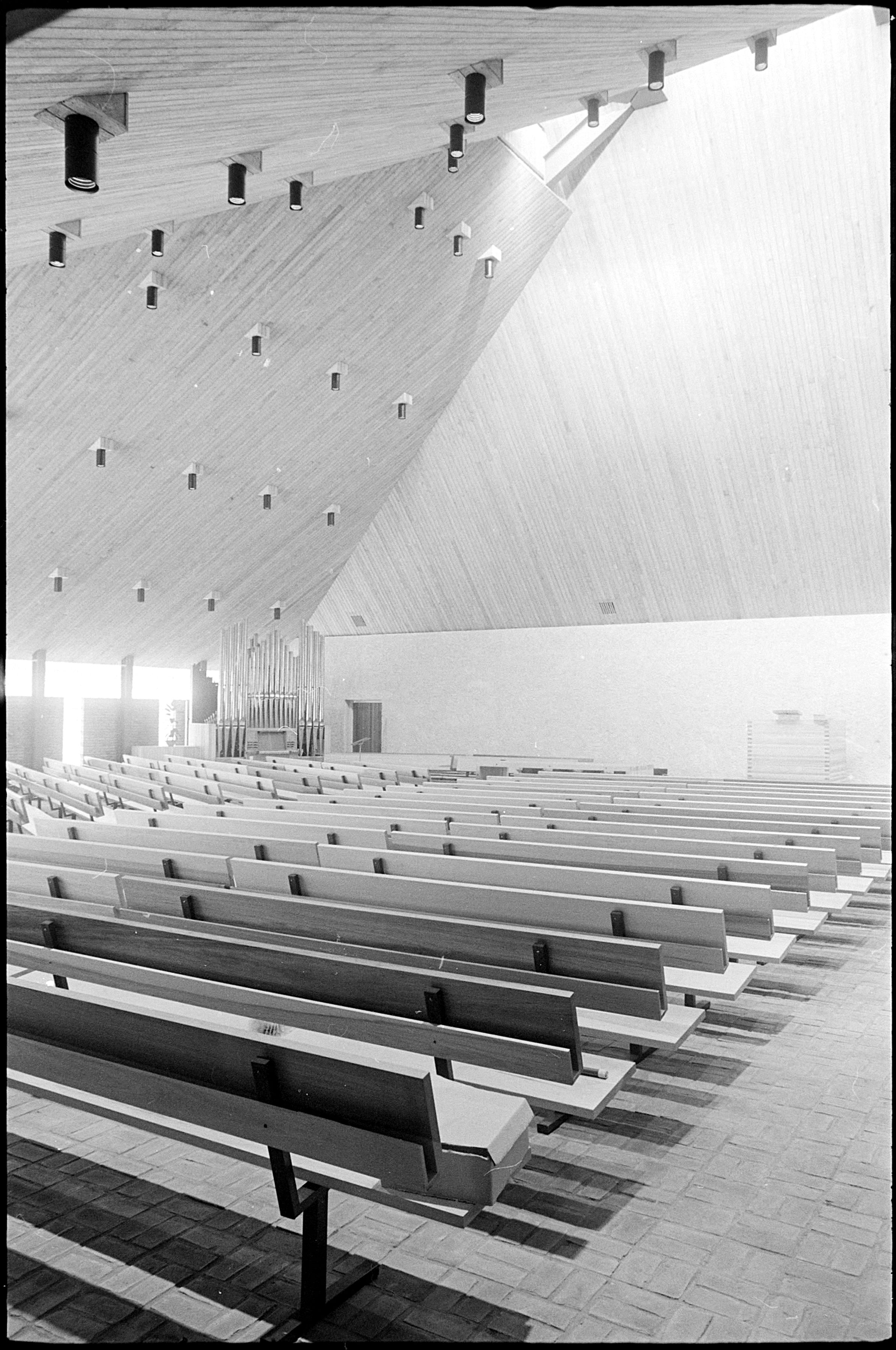
Interieur van Morgensterkerk, 1966

De Morgensterkerk  is een protestantse kerk aan de Vrijburglaan 2 in de Nederlandse plaats Heemskerk. Ze werd op woensdag 22 juni 1966 door de bouwcommissie overgedragen aan de gemeente en op pinksterzondag in gebruik genomen. Het gebouw is ontworpen door de architecten Henk Meijran (Beverwijk; 1923 - 2013) en Ton Alberts. Alberts zou later met zijn architectenbureau Alberts en Van Huut beroemd worden door de zogenaamde 'organische architectuur'. Ook de wijk Waterakkers in Heemskerk is door zijn bureau in deze stijl ontworpen. 
De Morgensterkerk is opgetrokken uit baksteen, zelfs de vloer bestaat uit dit materiaal. De kerkzaal doet denken aan een Noord-Hollandse stolpboerderij met grote dakvlakken. 
Het doopvont bestaat uit een Drentse zwerfkei met daarin een uitgehakt kommetje voor doopwater. Aan de zijkant van de kerkzaal is een glas-in-betonwand, ontworpen door de Amsterdamse kunstenaar Max Reneman, die De Morgenster en de Zon voorstelt.